# Moyenneville (Oise)
Moyenneville – miejscowość i gmina we Francji, w regionie Hauts-de-France, w departamencie Oise.
Według danych na rok 1990 gminę zamieszkiwały 504 osoby, a gęstość zaludnienia wynosiła 70 osób/km² (wśród 2293 gmin Pikardii Moyenneville plasuje się na 533. miejscu pod względem liczby ludności, natomiast pod względem powierzchni na miejscu 674.).